# Brühlborn
Brühlborn ist ein Weiler der Ortsgemeinde Weinsheim im Eifelkreis Bitburg-Prüm in Rheinland-Pfalz.

## Geographische Lage
Brühlborn liegt südwestlich von Weinsheim in einer Entfernung von 2,9 km. Der Weiler liegt auf einer Hochebene und ist überwiegend von landwirtschaftlichen Nutzflächen sowie einem Waldgebiet im Süden umgeben. Südöstlich der Ansiedlung fließt die Nims. Brühlborn wird durch die Bundesstraße 410 in einen südlichen und einen nördlichen Teil getrennt.

## Geschichte
Zur genauen Entstehungsgeschichte des Weilers liegen keine Angaben vor. Archäologisch relevant ist lediglich der Fund eines ehemaligen Kalkofens wenig östlich von Brühlborn. Dieser wurde auf das Jahr 1893 datiert.

## Kultur und Sehenswürdigkeiten

### Wegekreuz
Am östlichen Ende des Weilers Brühlborn befindet sich ein Bildstock. Dieser erinnert an den Pfarrer Leonhard Koos aus Mettendorf, der an dieser Stelle im Jahre 1945 verstarb.

### Naherholung
Brühlborn liegt im Naturpark Hohes Venn (Nordeifel), welches als Erholungsgebiet bekannt ist. Wanderwege befinden sich unter anderem auch im Hauptort Weinsheim.

## Wirtschaft und Infrastruktur

### Unternehmen
Im Weiler befinden sich zwei größere landwirtschaftliche Nutzbetriebe.

### Verkehr
Es existiert eine regelmäßige Busverbindung.
Brühlborn ist durch eine Gemeindestraße aus Richtung Weinsheim sowie durch die ortsbildprägende Bundesstraße 410 erschlossen.